# Áreas de governo local da Austrália Meridional
Governo local no estado australiano de Austrália do Sul descreve as organizações e processos pelos quais cidades e distritos podem gerenciar seus próprios assuntos na medida permitida pela seção 64A de Lei da Constituição de 1934 (SA).

## LGAs ordenadas por região
As organizações, muitas vezes chamadas áreas de governo local (LGAs) São constituídos e geridos de acordo com a Lei do Governo Local de 1999 (Austrália do Sul). Eles são agrupados abaixo por região, conforme definido pela Associação de Governo Local da Austrália do Sul.

### Adelaide Metropolitana
| Área do governo local                  | Assento do Conselho | Região                 | est ano. | Área de terra | Área de terra | Área de terra | Pop'n (2015) | Notas | Mapa |
| Área do governo local                  | Assento do Conselho | Região                 | est ano. | km²           | sq mi         | Densidade     | Pop'n (2015) | Notas | Mapa |
| -------------------------------------- | ------------------- | ---------------------- | -------- | ------------- | ------------- | ------------- | ------------ | --- | ---- |
| Cidade de Adelaide                     | Adelaide            | Adelaide Metropolitana | 1840     | 16            | 6             | 1,448         | 23 169       | Capital da Austrália do Sul 1840 Fundada como Adelaide Corporation 1843 Administrado pelo governo colonial e depois uma comissão 1852 Re-estabelecido 1919 Escritório de prefeito levantado a Lord Mayor |      |
| Adelaide Hills (conselho)              | Woodside            | Adelaide Metropolitana | 1997     | 795           | 307           | 50            | 40 031       | Amalgamação de conselhos distritais de East Torrens, Gumeracha, Onkaparinga e Stirling |      |
| Cidade de Burnside                     | Tusmore             | Adelaide Metropolitana | 1856     | 27            | 10            | 1,668         | 45 034       | 1856 Gazetted como Conselho Distrital de Burnside 1935 Tornou-se o município de Burnside 1943 Proclamada a cidade de Burnside                                                                            |      |
| Cidade de Campbelltown                 | Rostrevor           | Adelaide Metropolitana | 1867     | 24            | 9             | 2,162         | 51 889       | 1867 Estabelecido como o Conselho Distrital de Campbelltown 1946 Tornou-se a Cidade de Campbelltown 1960 Proclamada a cidade de Campbelltown                                                             |      |
| Cidade de Charles Sturt                | Woodville           | Adelaide Metropolitana | 1997     | 52            | 20            | 2,196         | 114 209      | Amalgamação da cidade de Hindmarsh Woodville e da cidade de Henley e Grange |      |
| Vila de Gawler                         | Gawler              | Adelaide Metropolitana | 1857     | 41            | 16            | 552           | 22 618       | A Corporação da vila de Gawler foi estabelecida em 9 de julho de 1857, pois os moradores não estavam felizes pelo fato de a área da vila estar coberta por três conselhos distritais diferentes.         |      |
| Cidade de Holdfast Bay                 | Brighton            | Adelaide Metropolitana | 1997     | 13            | 5             | 2,866         | 37 263       | Amalgamação dos conselhos de Glenelg e Brighton |      |
| Cidade de Marion                       | Sturt               | Adelaide Metropolitana | 1886     | 56            | 22            | 1,589         | 88 983       | Conselho Distrital de Marion formado por 1886 renomeação do Conselho Distrital de Brighton (estabelecido em 1853) Gazetted como o município, Cidade de Marion, em 1944                                   |      |
| Cidade de Mitcham                      | Torrens Park        | Adelaide Metropolitana | 1853     | 76            | 29            | 873           | 66 347       | Primeira LGA formalmente fundada após a cidade de Adelaide |      |
| Cidade de Norwood Payneham & St Peters | Norwood             | Adelaide Metropolitana | 1997     | 15            | 6             | 2,490         | 37 350       | Amalgamação da cidade de Kensington e Norwood, a cidade de Payneham e a cidade de St Peters. |      |
| Cidade de Onkaparinga                  | Noarlunga Centre    | Adelaide Metropolitana | 1997     | 518           | 200           | 326           | 168 798      | Amalgamação de Cidades do Happy Valley e Noarlunga com parte do Conselho Distrital de Willunga. |      |
| Cidade de Playford                     | Elizabeth           | Adelaide Metropolitana | 1997     | 345           | 133           | 256           | 88 222       | Amalgamação de Cidade de Elizabeth e Cidade de Munno Para |      |
| Cidade de Port Adelaide Enfield        | Port Adelaide       | Adelaide Metropolitana | 1997     | 97            | 37            | 1,276         | 123 754      | Amalgamação de Cidades de Port Adelaide e Enfield |      |
| Cidade de Prospect                     | Prospect            | Adelaide Metropolitana | 1872     | 8             | 3             | 2,677         | 21 416       | Separado do Conselho Distrital de Yatala Sul |      |
| Cidade de Salisbury                    | Salisbury           | Adelaide Metropolitana | 1933     | 158           | 61            | 877           | 138 535      | Amalgamação do antigo conselho distrital de Yatala North e grande parte do antigo conselho distrital de Munno Para West                                                                                  |      |
| Cidade de Tea Tree Gully               | Modbury             | Adelaide Metropolitana | 1935     | 95            | 37            | 1,041         | 98 861       | Originalmente parte do Conselho distrital de Highercombe. Tornou-se um conselho de distrito separado em 1858. Reuniu-se com Highercombe em 1935 sob o nome atual.                                        |      |
| Cidade de Unley                        | Unley               | Adelaide Metropolitana | 1906     | 14            | 5             | 2,809         | 39 324       | - |      |
| Vila de Walkerville                    | Gilberton           | Adelaide Metropolitana | 1855     | 4             | 2             | 1,918         | 7 673        | Separado do Conselho Distrital de Yatala |      |
| Cidade de West Torrens                 | Hilton              | Adelaide Metropolitana | 1856     | 37            | 14            | 1,594         | 58 964       | Amalgamação de Thebarton e West Torrens 1997 |      |

### Regional Sul da Austrália

#### Península de Eyre
| Área do governo local                      | Assento do Conselho | Região         | est ano. | Área de terra | Área de terra | Pop'n (2015) | Notas | Mapa |
| Área do governo local                      | Assento do Conselho | Região         | est ano. | km²           | sq mi         | Pop'n (2015) | Notas | Mapa |
| ------------------------------------------ | ------------------- | -------------- | -------- | ------------- | ------------- | ------------ | --- | ---- |
| Conselho Distrital de Ceduna               | Ceduna              | Eyre Peninsula | 1896     | 5427          | 2,095         | 3 716        | - |      |
| Conselho Distrital de Cleve                | Cleve               | Eyre Peninsula | 1911     | 4507          | 1,740         | 1 795        | Separado de Franklin Harbour |      |
| Conselho Distrital de Elliston             | Elliston            | Eyre Peninsula | 1887     | 6500          | 2,510         | 1 066        | Mudanças nas fronteiras em 1989 |      |
| Conselho Distrital de Franklin Harbour     | Cowell              | Eyre Peninsula | 1888     | 3583          | 1,383         | 1 234        | - |      |
| Conselho Distrital de Kimba                | Kimba               | Eyre Peninsula | 1924     | 3986          | 1,539         | 1 097        | - |      |
| Conselho Distrital de Lower Eyre Peninsula | Cummins             | Eyre Peninsula | 1921     | 4771          | 1,842         | 5 087        | Parte do conselho distrital de Port Lincoln (proclamado em 1880). Conselho distrital de Tumby Bay Separados em 1906. Corporação de Port Lincoln separada em 1921. Restante chamado Conselho Distrital de Lincoln. Renomeado Baixa Eyre Península em 1988. |      |
| Cidade de Port Augusta                     | Port Augusta        | Eyre Peninsula | 1964     | 1153          | 445           | 14 522       | - |      |
| Cidade de Port Lincoln                     | Port Lincoln        | Eyre Peninsula | 1921     | 30            | 12            | 14 984       | Separado de Conselho Distrital de Port Lincoln em 1921. Proclamada uma cidade em 1971. |      |
| Conselho Distrital de Streaky Bay          | Streaky Bay         | Eyre Peninsula | 1887     | 6232          | 2,406         | 2 249        | - |      |
| Conselho Distrital de Tumby Bay            | Tumby Bay           | Eyre Peninsula | 1906     | 2616          | 1,010         | 2 668        | Separado de Conselho Distrital de Port Lincoln |      |
| Conselho Distrital de Wudinna              | Wudinna             | Eyre Peninsula | 1925     | 5394          | 2,083         | 1 282        | Mais tarde renomeado como conselho distrital de Le Hunte. |      |
| Cidade de Whyalla                          | Whyalla             | Eyre Peninsula | 1970     | 1033          | 399           | 22 759       | - |      |

#### Região Central
| Área do governo local                           | Assento do Conselho | Região  | est ano. | Área de terra | Área de terra | Pop'n (2006 censo) | Notas | Mapa |
| Área do governo local                           | Assento do Conselho | Região  | est ano. | km²           | sq mi         | Pop'n (2006 censo) | Notas | Mapa |
| ----------------------------------------------- | ------------------- | ------- | -------- | ------------- | ------------- | ------------------ | --- | ---- |
| Conselho Plains Adelaide                        | Mallala             | Central |          | 932           | 360           | 8 385              | |      |
| Conselho de Barossa                             | Angaston            | Central | 1996     | 912           | 352           | 22 514             | Amalgamação de conselhos distritais de Angaston, Barossa, Tanunda e (desde 1997) parte de Monte Pleasant.                                                   |      |
| Conselho Distrital de Barunga West              | Port Broughton      | Central |          |               |               | 2 631              | |      |
| Conselho Distrital de Clare and Gilbert Valleys | Clare               | Central | 1997     |               |               | 8 743              | Amalgamação do Conselho Distrital de Clare, do Conselho Distrital de Riverton e do Conselho Distrital de Saddleworth e Auburn.                              |      |
| Conselho Distrital de the Copper Coast          | Kadina              | Central | 1997     | 773           | 298           | 12 901             | Amalgamation of Conselho Distrital de Northern Yorke Peninsula and Corporation of the Town of Wallaroo.                                                     |      |
| Conselho Flinders Ranges                        | Quorn               | Central |          | 4198          | 1,621         | 1 784              | |      |
| Conselho Regional de Goyder                     | Burra               | Central | 1997     | 6719          | 2,594         | 4 285              | Amálgama de Conselhos Distritais de Burra Burra (anteriormente a Corporação da vila de Burra e do Conselho Distrital Burra), Eudunda, Hallet e Robertstown. |      |
| Conselho Regional de Light                      | Kapunda             | Central |          | 1278          | 493           | 13 658             | |      |
| Conselho Distrital de Mount Remarkable          | Melrose             | Central | 1980     | 3425          | 1,322         | 2 951              | Amalgamação do Conselho Distrital de Port Germein e do Conselho distrital de Wilmington.                                                                    |      |
| Conselho das Áreas do Norte                     |                     | Central | 1997     |               |               | 4 866              | Amalgamação de conselhos distritais de Rocky River, Spalding e Jamestown.                                                                                   |      |
| Conselho Distrital de Orroroo Carrieton         |                     | Central |          |               |               | 938                | |      |
| Conselho Distrital de Peterborough              | Peterborough        | Central |          |               |               |                    | |      |
| Conselho Regional de Port Pirie                 | Port Pirie          | Central | 1997     | 1761          | 680           | 18 076             | |      |
| Conselho Regional de Wakefield                  | Balaklava           | Central | 1997     | 3469          | 1,339         | 6 756              | Amalgamação de conselhos distritais de Blyth-Snowtown e Wakefield Plains.                                                                                   |      |
| Conselho da Península de Yorke                  | Maitland            | Central | 1997     | 5834          | 2,253         | 11 736             | Renomeado do Conselho Distrital de Yorke Peninsula em 2013.                                                                                                 |      |

#### Região do sul e dos montes
| Área do governo local              | Assento do Conselho | Região             | est ano. | Área de terra | Área de terra | Pop'n (2006 censo) | Notas | Mapa |
| Área do governo local              | Assento do Conselho | Região             | est ano. | km²           | sq mi         | Pop'n (2006 censo) | Notas | Mapa |
| ---------------------------------- | ------------------- | ------------------ | -------- | ------------- | ------------- | ------------------ | --- | ---- |
| Conselho de Alexandrina            | Goolwa              | Southern and Hills | 1997     | 1827          | 705           | 23 160             | Amalgamação do Conselho Distrital de Strathalbyn, Conselho Distrital de Port Elliot e Goolwa, e uma parte do Conselho Distrital de Willunga.                  |      |
| Conselho de Ilha Kangaroo          | Kingscote           | Southern and Hills | 1996     | 4400          | 1,699         | 4 612              | Amalgamação do Conselho Distrital de Kingscote e do Conselho Distrital de Dudley.                                                                             |      |
| Conselho Distrital de Mount Barker | Mount Barker        | Southern and Hills |          |               |               | 29 864             | |      |
| Cidade de Victor Harbor            | Victor Harbor       | Southern and Hills | 1975     | 387           | 149           | 13 608             | Amalgama do Conselho Distrital de Encounter Bay e da Corporação de Victor Harbour em 1975. Anteriormente um conselho distrital, tornou-se uma cidade em 2000. |      |
| Conselho Distrital de Yankalilla   | Yankalilla          | Southern and Hills | 1854     | 751           | 290           | 4 577              | |      |

#### Região de Murray Mallee
| Área do governo local                      | Assento do Conselho | Região        | est ano. | Área de terra | Área de terra | Pop'n (2006 censo) | Notas | Mapa |
| Área do governo local                      | Assento do Conselho | Região        | est ano. | km²           | sq mi         | Pop'n (2006 censo) | Notas | Mapa |
| ------------------------------------------ | ------------------- | ------------- | -------- | ------------- | ------------- | ------------------ | --- | ---- |
| Conselho de Berri Barmera                  |                     | Murray Mallee | 1996     | 508           | 196           | 11 240             | Amalgamação de conselhos distritais de Barmera e Berri.                                                                   |      |
| Conselho distrital de Coorong              | Meningie            | Murray Mallee | 1995     | 8831          | 3,410         | 5 825              | Amalgamação do Conselho Distrital de Coonalpyn Downs, do Conselho Distrital de Peake e do Conselho Distrital de Meningie. |      |
| Conselho da Comunidade Gerard              | Winkie              | Murray Mallee | 1974     | 86            | 33            | 96                 | |      |
| Conselho Distrital de Karoonda East Murray | Karoonda            | Murray Mallee | 1979     | 4415          | 1,705         | 1 193              | Amalgamation of Conselho Distrital de Karoonda and Conselho Distrital de East Murray.                                     |      |
| Conselho Distrital de Loxton Waikerie      |                     | Murray Mallee | 1997     | 7957          | 3,072         | 4 612              | Amalgamation of district councils of Loxton, Waikerie and Browns Well.                                                    |      |
| Conselho Mid Murray                        |                     | Murray Mallee | 1997     | 7957          | 3,072         | 8 511              | Amalgamation of district councils of Mannum, Morgan, Ridley-Truro and part of the Conselho Distrital de Mount Pleasant.   |      |
| Cidade Rural de Murray Bridge              | Murray Bridge       | Murray Mallee | 1977     | 7957          | 3,072         | 19 402             | |      |
| Conselho Paringa Renmarkl                  | Renmark             | Murray Mallee | 1996     | 916           | 354           | 9 882              | Amalgamação da Cidade de Renmark e do Conselho Distrital de Paringa.                                                      |      |
| Conselho distrital do sul de Mallee        | Pinnaroo            | Murray Mallee |          | 6000          | 2,317         | 2 189              | |      |

#### Região Sudeste
| Área do governo local          | Assento do Conselho | Região  | est ano. | Área de terra | Área de terra | Pop'n (2006 censo) | Notas | Mapa |
| Área do governo local          | Assento do Conselho | Região  | est ano. | km²           | sq mi         | Pop'n (2006 censo) | Notas | Mapa |
| ------------------------------ | ------------------- | ------- | -------- | ------------- | ------------- | ------------------ | --- | ---- |
| Conselho Distrital de Grant    | Monte Gambier       | Sudeste | 1996     | 1904          | 735           | 8 652              | Amalgamação de conselhos distritais de Monte Gambier e Port MacDonnell.                                        |      |
| Conselho distrital de Kingston | Kingston SE         | Sudeste | 1873     | 3338          | 1,289         | 2 469              | Renomeado de Conselho Distrital Lacepede em 2000.                                                              |      |
| Cidade de Monte Gambier        | Monte Gambier       | Sudeste | -        | 308           | 119           | 21 256             | |      |
| Conselho Lucindale Naracoorte  | Naracoorte          | Sudeste | 1993     | 4517          | 1,744         | 8 489              | Amalgamação do Conselho Distrital de Naracoorte, Conselho Distrital de Lucindale e do Município de Naracoorte. |      |
| Conselho Distrital de Robe     | Robe                | Sudeste | 1869     | 1091          | 421           | 1 480              | |      |
| Conselho distrital de Tatiara  | Bordertown          | Sudeste | 1876     | 6476          | 2,500         | 6 660              | |      |
| Conselho Wattle Range          | Millicent           | Sudeste | 1997     | 3924          | 1,515         | 12 554             | Amalgamação de conselhos distritais de Beachport, Millicent e Penola.                                          |      |

#### Outback
| Área do governo local                 | Assento do Conselho | Região  | est ano. | Área de terra | Área de terra | Pop'n (2006 censo) | Notas                                                                                     | Mapa |
| Área do governo local                 | Assento do Conselho | Região  | est ano. | km²           | sq mi         | Pop'n (2006 censo) | Notas                                                                                     | Mapa |
| ------------------------------------- | ------------------- | ------- | -------- | ------------- | ------------- | ------------------ | ----------------------------------------------------------------------------------------- | ---- |
| Anangu Pitjantjatjara Yankunytjatjara | Umuwa               | Outback | 1981     | 102650        | 39,633        | 2 230              | -                                                                                         |      |
| Conselho Distrital de Coober Pedy     | Coober Pedy         | Outback | 1987     | 78            | 30            | 1 913              | -                                                                                         |      |
| Maralinga Tjarutja                    | Ceduna              | Outback | 2006     | 102863        | 39716         | 105                | -                                                                                         |      |
| Conselho da Comunidade Nepabunna      | Nepabunna           | Outback | 1998     | 76            | 29            | 53                 | -                                                                                         |      |
| Autoridade das Comunidades de Outback | Port Augusta        | Outback | 1978     | 624339        | 241059        | 3 959              | Abrange quase 60% da área do estado, principalmente nas regiões áridas do centro e norte. |      |
| Conselho Municipal de Roxby Downs     | Roxby Downs         | Outback | 1982     | 110           | 42            | 4 484              | -                                                                                         |      |
| Comunidade de Yalata                  |                     | Outback | 1994     | 4563          | 1762          | 100                | -                                                                                         |      |

## Mapas

Mapa parcial de LGAs
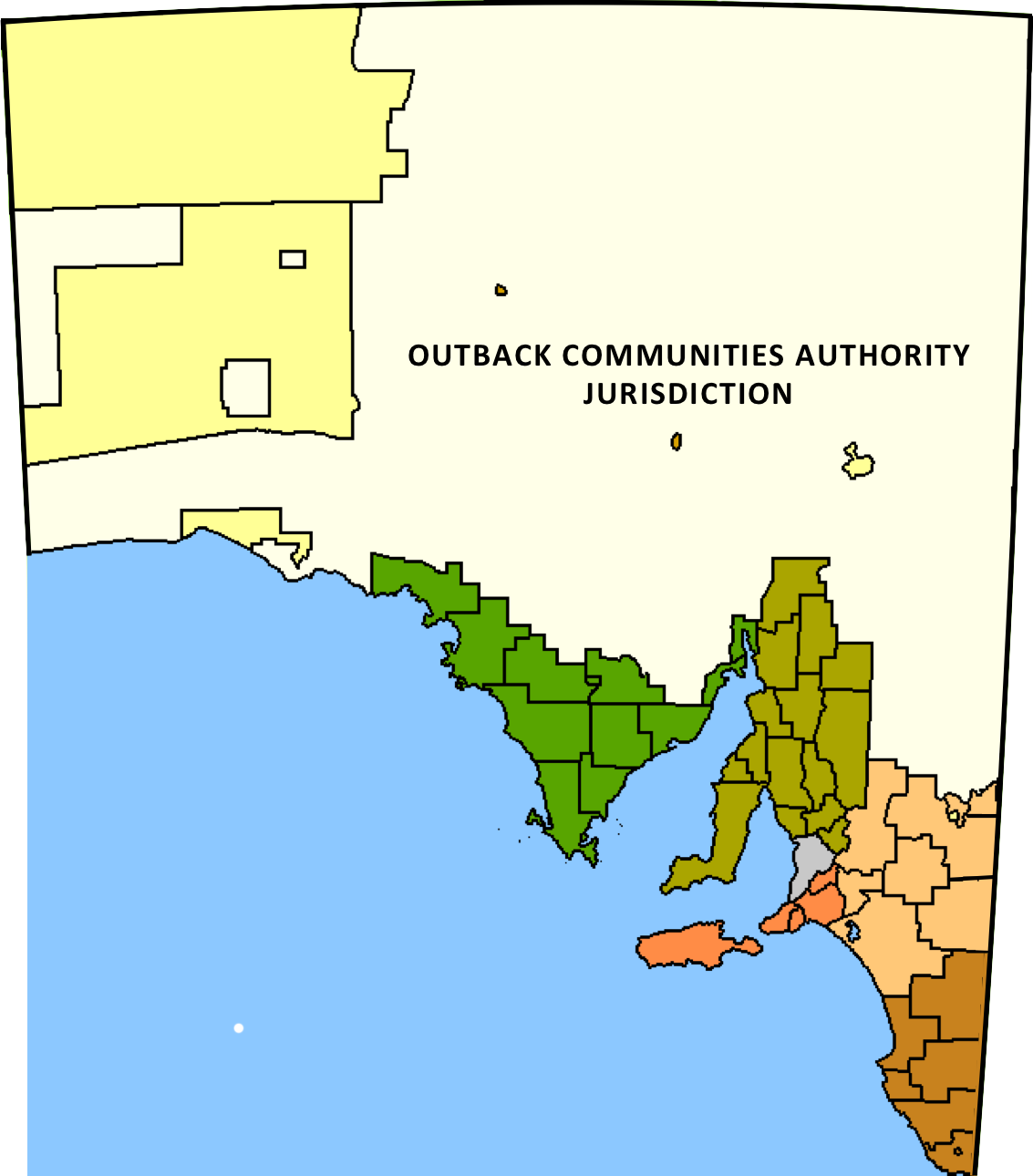
Regiões LGA
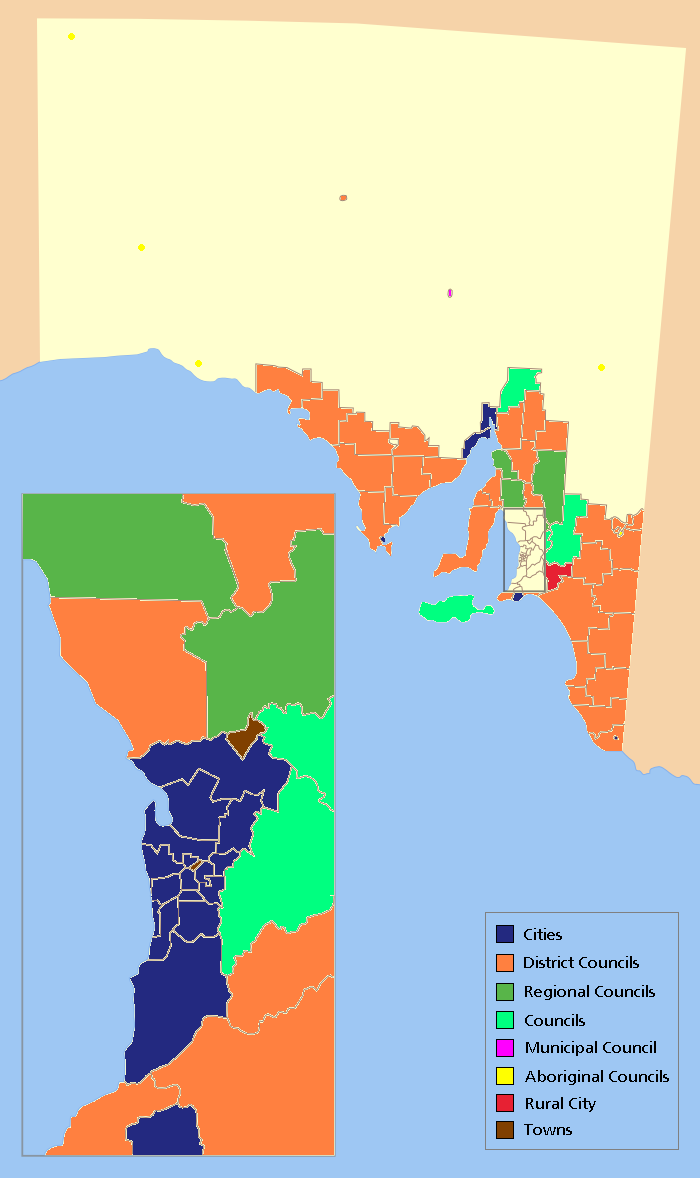
Tipos de LGAs